# Равенга
Равенга — невеликий острів у провінції Торба, Вануату, у Тихому океані. Острів також відомий як Раненгер.

## Географія
Равенга знаходиться 1,2 км від східного узбережжя Вануа-Лава. Острів має діаметр близько 800 м і оточений білими піщаними пляжами. На північній, східній і південній сторонах Равенги риф простягається від берега приблизно на 250 м, а потім опускається в глибоку воду.

## Назва
Назва Равенга походить від мови мота, яка використовувалася як основна мова Меланезійської місії. Мотою це вимовляється як [raβeŋa]. У Mwotlap воно згадується як Ayven̄ [ajˈβɛŋ] (з локативним префіксом а- ). Усі ці терміни походять від прототорресівської форми * raβeŋa .